# Tityus serrulatus
Bọ cạp vàng Brasil (Danh pháp khoa học: Tityus serrulatus) là một loài bọ cạp trong họ Buthidae, chúng nổi tiếng nhất trong số những con bọ cạp độc ở Brasil. Chúng là một trong những loài bọ cạp độc gây tử vong cho con người lớn nhất ở Braxin.

## Đặc điểm
Những con bọ cạp đầu ngòi càng nhỏ thì càng độc. Chúng là loài sinh sản đơn tính, chúng rất hung hăng và sẵn sàng chủ động tấn công. Bọ cạp vàng thích ăn gián vì vậy chúng hay sống trong những đống rác của con người vì vậy dễ dẫn đến nguy cơ chúng đốt người. Nọc độc của nó có thể gây ra bệnh nặng (bao gồm viêm tụy), và trong giới trẻ, người già và ốm yếu thậm chí còn gây tử vong. Khi chúng tiêm ngòi vào cơ thể nạn nhân, chất độc xâm nhập ngay lập tức, độc tố của loài này là độc tố phá hủy hồng cầu và gây co thắt ở tim kết hợp với tràn dịch ở phổi tạo ra hiện tượng phù phổi.